# کنعان کیانی
کنعان کیانی (زاده ۱۳۱۱ – درگذشته ۴ دی ۱۳۸۱) بازیگر تئاتر، رادیو، سینما و تلویزیون، دوبلور و چهره‌پرداز ایرانی بود.

## زندگی‌نامه
کنعان کیانی در سال ۱۳۱۱ در شهر بادکوبه در جمهوری آذربایجان متولد شد. بازی در تئاتر را از سال ۱۳۲۸ و کار دوبله را از سال ۱۳۳۰ آغاز کرد. وی یکی از پیشگامان چهره‌پردازی در سینمای ایران به‌شمار می‌رفت. وی با «توفان زندگی» (۱۳۲۷، علی دریابیگی) یعنی نخستین فیلم ایرانی، پس از دورهٔ فترت، فعالیت خود را در سینما آغاز کرد و تا سال‌های اخیر ادامه داد. کیانی سال‌های متمادی در رادیو و برنامهٔ صبح جمعه با شما به‌همراه منوچهر نوذری ایفا کنندهٔ نقش معروف زرگنده بود.

## فیلم‌شناسی
- ترن (۱۳۶۶)
- جنجال بزرگ (۱۳۶۳)
- مزدوران (۱۳۶۳)[۱]
- شیلات (۱۳۶۲)[۲]
- فرمان (۱۳۶۰)[۳]
- دام نامرئی (فیلم ۱۳۵۷)
- داش آکل (۱۳۵۰)
- ارادتمند شما عزرائیل (۱۳۴۹)
- پسر زاینده‌رود (۱۳۴۹)
- گربه را دم حجله می‌کشند (۱۳۴۸)
- شب فرشتگان (۱۳۴۷)
- الماس ۳۳ (۱۳۴۶)
- آقای اسکناس (۱۳۳۷)
- شب‌نشینی در جهنم (۱۳۳۵) همچنین چهره پرداز و گریمور
- مهتاب خونین (۱۳۳۴)
- دسیسه (۱۳۳۳)

## صداپیشگی
وی از صداپیشه های خلاق عرصه دوبله بود. از صداپیشگی‌های ماندگار کنعان کیانی، صدای گربه نره در کارتون پینوکیو و صدای قورباغه در کارتون بسته ناطق می باشد.
فرار بزرگ (دوبله دوم)
جنگل آسفالت
فیلم هندی عشوه گر (گویندگی و مدیریت دوبلاژ سال ۱۳۳۷)
انیمیشن رابین هود (دوبله دوم)

## رادیو
کنعان کیانی در برنامه صبح جمعه با شما با منوچهر نوذری همکاری داشت و به گویندگی در نقش زرگنده در نمایش رادیویی آقای ملون می پرداخت.